# إرنست هود
إرنست هود (27 أغسطس 1915 - 1 أغسطس 1968) (بالإنجليزية: Ernest Hood)‏ هو لاعب كريكت بريطاني (وحمل سابقاً جنسية المملكة المتحدة لبريطانيا العظمى وأيرلندا).